# 양산 분기점
양산 분기점(梁山分岐點, Yangsan Junction, 양산JC)은 경상남도 양산시 동면 석산리와 남부동, 다방동에 걸쳐 있는, 경부고속도로와 중앙고속도로지선이 만나는 분기점이다.

## 연혁
- 1991년 1월 3일 : 분기점 건설 공사로 인해 경상남도 양산군 양산읍 북부리 ~ 동면 내송리 4.33km 구간 도로구역 변경[1]
- 1992년 6월 27일 : 분기점 신설을 위해 양산 도시계획시설 교통광장에 동면 석산리, 양산읍 남부동, 양산읍 다방리 일원을 양산 분기점으로 고시[2]
- 1996년 5월 1일 : 부산대구고속도로지선 남양산 나들목 ~ 양산 분기점 구간 개통과 함께 영업 개시[3]

## 접속하는 노선

### 부산・서울방면
- 경부고속도로 (3번)

### 김해방면
- 중앙고속도로지선 (4번)